# Telang Rejo
Telang Rejo is een bestuurslaag in het regentschap Banyuasin van de provincie Zuid-Sumatra, Indonesië. Telang Rejo telt 2291 inwoners (volkstelling 2010).